# Marquesado de Corpa

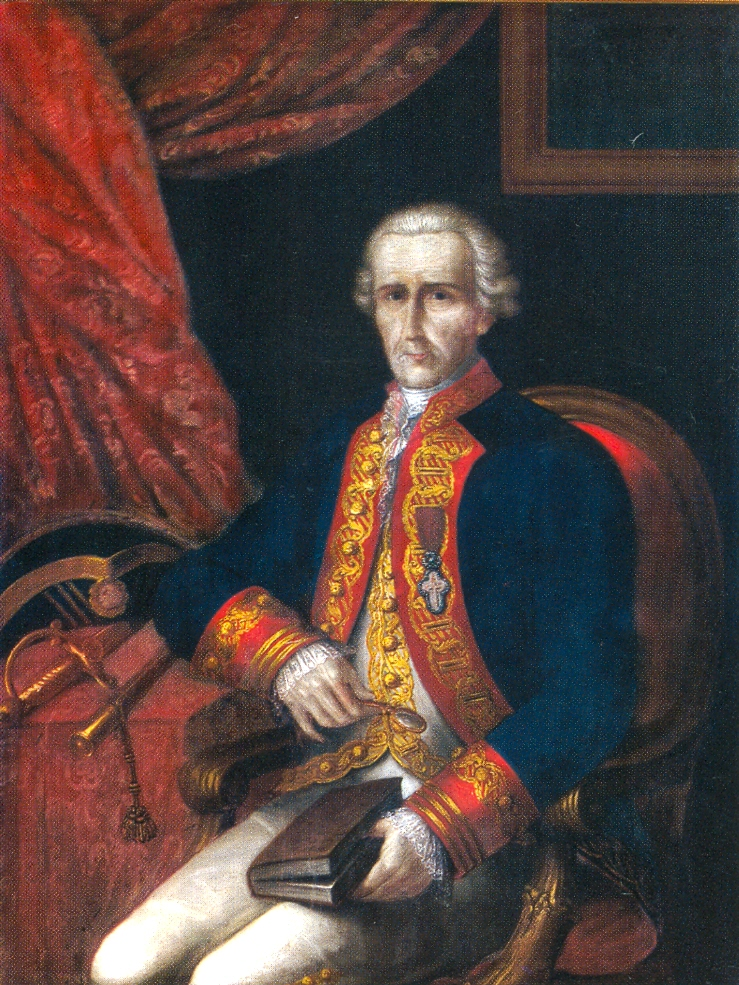
Juan José de la Puente e Ibáñez de Segovia, V Marqués de Corpa

El marquesado de Corpa es un título nobiliario español concedido el 12 de junio de 1683, por el rey Carlos II, a Luis Ibáñez de Segovia y Peralta, de familia afincada en el Virreinato de Perú. Basaron su riqueza en la propiedad de haciendas y ocuparon altos cargos políticos.
La denominación del título se refiere a la localidad de Corpa en la provincia de Madrid.

## Historia de los marqueses de Corpa
- Luis Ibáñez de Segovia y Peralta, I marqués de Corpa, hermano de Gaspar Ibáñez de Segovia, IX marqués consorte de Mondéjar.[2] En 1681, compró el título del marquesado de Corpa y el condado de Torreblanca para su hijo, Luis Ibáñez de Segovia y Orellana por 60 000 pesos. Fueron dos de los once títulos de Castilla que se pusieron en venta para sufragar los gastos por la boda del rey en 1679.[3]

Casó con María Josefa de Orellana y Luna. Le sucedió su hijo:
- Mateo Ibáñez de Segovia y Orellana, II marqués de Corpa.[2]

Casó en Madrid (San Sebastián) el 17 de enero de 1699 con su prima hermana Matea Ibáñez de Segovia y Fuentes. Le sucedió su hijo:
- Mateo Ibáñez de Segovia e Ibáñez, III marqués de Corpa,[2] II conde de Torreblanca.

Casó con María Josefa de Molina y Cetina. Le sucedió su hijo:
- Mateo Ibáñez de Segovia y Molina, IV marqués de Corpa,[2] III conde de Torreblanca, sin descendientes. Le sucedió:

- Juan José de la Puente e Ibáñez de Segovia, V marqués de Corpa en 1786, oidor de Lima.[2] Su hija Constanza de la Puente e Ibáñez de Segovia, casó con su primo hermano Juan Esteban de la Puente y Castro I marqués de la Puente y Sotomayor. Sin sucesión masculina, le sucedió su sobrino:

- Lorenzo Benigno de la Puente y Carrillo de Albornoz, VI marqués de Corpa,[2] sin sucesión masculina.

Rehabilitado en 1905 por:
- José Manuel de Goyeneche y de la Puente (1866-.),  VII marqués de Corpa,[2] VIII marqués de Villafuerte.

Casó con María del Pilar San Gil y Otal, IV condesa de Ruiz de Castilla. En 1941 le sucedió su hijo:
- Juan María de Goyeneche y San Gil (París, 28 de junio de 1903-4 de julio de 1991), VIII marqués de Corpa, V conde de Guaqui, grande de España,[5] VI marqués de Artasona, IX marqués de Villafuerte,  V conde de Ruiz de Castilla, IV conde de Casa Saavedra.[6]

Casó el 5 de febrero de 1936, en Madrid, con María del Carmen Moreno y Torres. Le sucedió en 1963, por cesión, su hijo:
- José Manuel de Goyeneche y Moreno, IX marqués de Corpa.[7]